# Kuningan City
La Kuningan City est un complexe de trois gratte-ciel construits en 2012 à Jakarta en Indonésie. La Denpasar Residence Kintamani Tower et la Denpasar Residence Ubud Tower sont deux tours jumelles résidentielles de 203 mètres pour 53 étages et l'AXA Tower est une tour de bureaux de 195 mètres pour 45 étages. 